# Heathers: The Musical
Heathers: The Musical est une comédie musicale américaine créée par Laurence O'Keefe et Kevin Murphy. Elle a fait ses débuts officiels le 31 mars 2014 en Off-Broadway, au New World Stages. Il s'agit d'une adaptation du film Fatal Games (Heathers) avec Winona Ryder, Christian Slater et Shannen Doherty, réalisé par Michael Lehmann et écrit par Daniel Waters en 1989.

## Résumé
Veronica Sawyer est une lycéenne de Westerberg, une petite banlieue américaine.
Une bande domine son lycée, les Heathers. La clique est composée de trois filles riches, hautaines, impitoyables mais profondément malheureuses ; toutes arborent le même prénom : la chef Heather Chandler, la méconnue Heather Duke et la discrète Heather McNamara. Ce trio malveillant règne par la cruauté, le mépris et la manipulation. Si elles sont les élèves les plus populaires de Westerberg, les Heathers sont plus craintes qu'elles ne sont aimées.
Un jour, après avoir apporté son aide aux Heathers, Veronica est invitée à rejoindre leur bande. Elle délaisse sa meilleure amie Martha, fréquente l'élite de l'école et finit par trahir son intégrité.
Au fil des mois, Veronica commence à regretter son choix. Lassée de leur comportement vicieux et superficiel, elle voudrait retourner à son ancienne vie où elle était heureuse avec Martha.
Les choses vont prendre une tournure plus sombre et violente lorsque Veronica va faire la rencontre du mystérieux J.D.

## Argument détaillé

### 1eracte
En 1989, Veronica Sawyer, dix-sept ans, observe d'un œil critique la hiérarchie infernale du lycée Westerberg. Les étudiants impopulaires sont harcelés par les autres. Ainsi, les sportifs Ram Sweeney et Kurt Kelly brutalisent sans pitié Martha Dunnstock, la meilleure amie de Veronica. L'école est surtout dirigée par le trio des Heathers : l'effacée Heather McNamara ; la boulimique, mesquine mais soumise Heather Duke ; et la garce mythique, l’indétrônable reine du bahut, Heather Chandler. Lorsque le talent de Veronica pour la falsification permet aux Heathers d'échapper à une punition, elles la relookent et lui permettent de côtoyer l'élite à leurs côtés (Beautiful).
Le temps passe, Veronica devient indissociable des Heathers. Heather C. ordonne à Veronica d'imiter l'écriture de Ram et d'adresser une fausse déclaration d'amour à Martha. Elle lui rappelle que sans elle, elle ne serait jamais arrivée au sommet et lui remémore tout ce que la popularité apporte (Candy Store). Manipulée, Veronica cède.
La jeune fille attise la curiosité de Jason Dean, surnommé J.D, un nouveau venu. Il est mystérieux, rebelle, amateur de poésie, solitaire et d'une franchise avoisinant le cynisme. L'attitude de J.D n'est pas sans lui causer quelques soucis : il se retrouve dans une bagarre contre Ram et Kurt, sous les yeux d'une Veronica très attirée (Fight for Me).
Alors que l'adolescente rentre chez elle, ses parents avouent à leur fille qu'ils ne sont pas sûrs d'aimer ses nouveaux amis et préféreraient qu'elle redevienne copine avec Martha (Candy Store (Playoff)).
A quelques heures d'une soirée mémorable, Veronica est envoyée chercher des boissons dans un 7-Eleven, où elle tombe sur J.D. L'alchimie entre les deux jeunes gens est évidente, ils semblent beaucoup se plaire. J.D lui explique qu'il a perdu sa mère très jeune, qu'il a appris tôt à se débrouiller par lui-même et qu'il vit seul avec son père, un homme carriériste dont la profession les pousse à constamment déménager. Pour engourdir son mal-être, il vante les vertus du granité (Freeze Your Brain). Leur discussion est interrompue par Heather et Veronica quitte J.D à regret.
Lors de la fête organisée chez Ram, Veronica s’enivre au point de perdre tout contrôle (Big Fun). Les Heathers exercent une fois encore leur cruauté sur Martha, Veronica s'oppose avec furie et décide de quitter la clique. A peine a-t-elle envoyé promener Heather C. qu'elle vomit sur cette dernière... La reine du lycée jure de détruire sa réputation.
Perdue et seule, Veronica songe avec horreur à son retour en cours. Elle déambule dans les rues et finit par s'introduire chez J.D. Elle lui fait des avances, expose brièvement la situation, avoue qu'il lui plaît. Ils finissent par coucher ensemble d'une façon explosive (Dead Girl Walking).
Pendant la nuit, Veronica fait des nombreux cauchemars prophétisant la vengeance d'Heather C. à son encontre (Veronica's Chandler Nightmare). Vaincue, Veronica se résout à présenter ses excuses. En compagnie de J.D, elle se rend chez sa meilleure ennemie. Elle prépare à cette dernière une mixture anti-gueule de bois mais, sans qu'elle ne s'en aperçoive, J.D ajoute des produits hautement toxiques dans le breuvage. Veronica sert la boisson à Heather C., laquelle meurt sur le coup, foudroyée par le poison.
Veronica panique mais J.D reprend la situation en main : il la convainc d'écrire une note de suicide, dans laquelle Heather C. apparaît comme une adolescente en détresse, complexe et profondément incomprise. Cette version fictive dépeinte dans la lettre est portée à l'attention de l'établissement et Heather C. gagne la sympathie de toute l'école. Ironiquement, elle s'avère davantage vénérée morte qu'en vie (The Me Inside of Me).
Veronica tente de reprendre le cours de sa vie. Hélas elle est hantée par son crime, réprimandée et moquée par le fantôme de Heather C. Le spectre la prévient que les deux autres Heathers sont toujours sous son contrôle et que les choses vont bientôt empirer. La jeune fille fait également la rencontre du père de J.D, un homme brutal et toxique, très abusif envers son fils.
Lors d'une soirée, Kurt et Ram sont à nouveau soûls. Ils font du chantage à Heather McNamara et Heather Duke pour qu'elles fassent venir Veronica sur place. Elles s'exécutent et laissent Veronica en plan face aux footballeurs. Les sportifs essaient de l'abuser et l'adolescente en réchappe de justesse (Blue ou You’re Welcome).
Heather D. décide de s'accaparer le rôle tenu par Heather C. : elle revendique ce statut en arborant le fameux chouchou rouge porté par l'ancienne cheffe. Elle devient plus tyrannique et mauvaise que sa prédécesseur. De leurs côtés, Ram et Kurt prétendent avoir couché avec Veronica (Blue (Reprise) ou Never Shut Up Again) et la dénigrent en public (Blue (Playoff)). J.D confronte le tandem mais est brutalement passé à tabac.
J.D. et Veronica se réconfortent l'un l'autre, plus liés que jamais. Dans un même temps, ils préparent leur revanche. Veronica attirera les brutes au cimetière en prétextant un plan à trois. Lorsqu'ils se seront déshabillés, J.D et elle leur tireront dessus avec des Ich lüge (des balles tranquillisantes). Puis ils les laisseront inconscients, à proximité d'une fausse note de suicide faisant office de coming-out où ils avouent leur liaison homosexuelle. Quand le duo arrive, J.D tire sur Ram mais Veronica manque Kurt. En l'examinant, elle réalise avec horreur que Ram est bien mort et que les balles sont réelles. Impitoyable, J.D abat Kurt.
Le jeune homme déclame leur amour divin devant une Veronica terrifiée (Our Love Is God).

### 2eacte
Les funérailles de Kurt et Ram ont lieu. Veronica, désemparée, se demande s'ils auraient pu évoluer et gagner en maturité (Prom or Hell?). Affligé de chagrin, Bill Sweeney, le père de Ram, prend à partie Paul Kelly, le père de Kurt. Il l'accuse d'avoir provoqué cette situation par son homophobie affichée. Soudain, Paul embrasse Bill, révélant d'un même coup qu'ils entretiennent une histoire d'amour secrète. Cette confession a un effet catharthique et tous jurent de rendre ce monde plus tolérant (My Dead Gay Son).
J.D est désormais convaincu d'avoir agi pour le mieux, les meurtres ayant finalement œuvré pour le bien du plus grand nombre. Il exhorte Veronica à faire de Heather D. leur prochaine cible. Sa petite amie refuse et il lui reproche de ne pas agir face aux injustices. Il lui révèle qu'il a été témoin du suicide de sa mère dans sa jeunesse, mettant à mal sa relation avec son père et provoquant leur déplacement constant. Veronica lui pose un ultimatum : renoncer à la violence et vivre une vie normale avec elle ou la perdre pour toujours (Seventeen). J.D finit par approuver à contre-cœur et ils se réconcilient.
De son côté, Martha fait part à Veronica de ses soupçons : elle pense que J.D a assassiné les sportifs et que le "mot d'amour" de Ram en est la preuve. Veronica, poussée par le fantôme d'Heather C., avoue qu'elle a elle-même écrit cette note pour l'humilier. Son ancienne meilleure amie s'enfuit en larmes.
Face à la vague de suicides qui touche le lycée, la conseillère d'orientation Mrs. Fleming organise une assemblée thérapeutique, retransmise à la télévision (Shine a Light). Elle pousse les élèves à révéler leurs peurs et leurs insécurités. Seule Heather M. admet avoir des pensées suicidaires (Lifeboat). Heather D. se moque d'elle et pousse les étudiants à faire de même, humiliant sa supposée amie. Veronica laisse alors échapper sa confession et assume sa responsabilité dans les assassinats. Personne ne la croit et elle est ridiculisée par ses camarades qui la pensent en quête désespérée d'attention.
Peu de temps après, Heather M. tente de se suicider par overdose tandis que Heather D. la nargue dans son subconscient (Shine a Light (Reprise)). Veronica intervient de justesse et la sauve.
J.D, toujours armé et plus véhément que jamais, tente une fois encore d'entraîner Veronica dans ses projets meurtriers : il en est persuadé, il faut tuer Heather D. Réalisant à quel point il est instable et qu'elle ne peut pas se préserver de sa folie, Veronica rompt avec lui (I Say No). J.D refuse de renoncer. Il fait chanter Heather D. pour qu'elle oblige les étudiants à signer une pétition.
Martha, bouleversée par la mort de Ram, saute d'un pont (Kindergarten Boyfriend) ; sa tentative de suicide se solde heureusement par un échec. Veronica se précipite à l'hôpital, raillée par les fantômes de Kurt, Ram et Heather C. Ses parents essaient de la rassurer, lui assurant qu'ils ont traversé dans leur jeunesse toutes les épreuves qu'elle affronte à présent (Yo Girl).
Veronica monte dans sa chambre, où J.D fait irruption. Alors qu'elle se barricade dans sa penderie pour lui échapper, il lui révèle son plan : la pétition, signée par tous les étudiants, est en fait une note de suicide de masse. Il compte faire exploser le lycée lors de la soirée de soutien, avec pour alibi la pétition organisée par Heather D. Hors de contrôle, il force la porte du placard où Veronica se cache. Il la découvre pendue et recule, anéanti. Il reste un instant désabusé, sans savoir quoi faire. Puis, affligé de chagrin et sachant que plus rien ne le retient, J.D part pour le lycée (Meant to Be Yours).
Veronica, qui a simulé son suicide, se lance à la poursuite de son ex (Dead Girl Walking (Reprise)). Elle le confronte dans la chaufferie et tente de le raisonner, en vain. Une lutte s'engage, une détonation se fait entendre. Veronica, attérée, voit J.D tomber au sol. Elle n'a toutefois pas le temps de lui prêter secours : le compte à rebours a commencé.
Incapable de désarmer la bombe, Veronica se rend sur le terrain de football adjacent. Les lieux étant totalement déserts, elle pourra activer le détonateur sans risque : elle sera la seule à mourir. J.D arrive, blessé, et parvient à la convaincre de renoncer à la bombe. Il s'en empare pour la sauver et lui intime de reculer. Il lui rappelle qu'elle ne peut rien pour lui mais qu'elle-même a encore un avenir. Il lui dit à nouveau à quel point il l'aime (I Am Damaged). Veronica le regarde et finit par murmurer « Say Hi to God » : implicitement, il semble que son sacrifice ait racheté ses fautes et qu'il sera en paix dans l'au-delà. J.D active le détonateur, il est le seul à périr dans l'explosion.
De retour à l'école, Veronica subtilise le chouchou rouge à Heather D, l'embrasse sur la joue et met fin à cette ridicule hiérarchie lycéenne. Veronica invite ensuite Martha, Heather M. et Heather D. à regarder un film. Elle incite chacun à profiter de l'adolescence tant qu'ils les peuvent encore (Seventeen (Reprise)).

## Personnages principaux

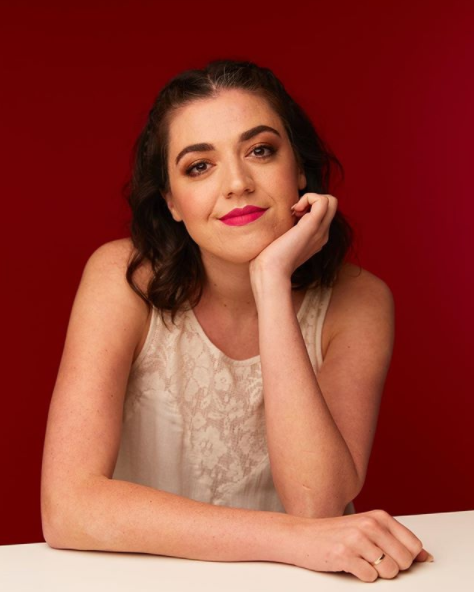
Barrett Wilbert Weed, interprète originale de Veronica en Off-Broadway.

- Veronica Sawyer : l'héroïne de la comédie musicale. Idéaliste, brillante mais en décalage avec son monde, elle souhaite améliorer le quotidien au lycée. Elle est très douée pour imiter l'écriture des autres et falsifier en conséquence des documents importants. Lorsqu'elle aura l'opportunité de rejoindre les Heathers, elle se pliera un temps à leur tyrannie avant de les affronter. Elle noue vite une relation intense et explosive avec J.D. Épaulée par ce dernier, ses rêves altruistes prendront une tournure meurtrière. Elle sera finalement obligée d'affronter son premier amour. La protagoniste est souvent représentée en tenue bleue.
- Jason « J.D » Dean : le nouveau venu de Westerberg. Grand lecteur, amateur de Baudelaire, intelligent et solitaire, il s'avère aussi cynique et destructeur. Il se revendique sans entache et indifférent, ce qu'il s'efforce d'être pour combler ses failles. Il a subi de nombreux traumatismes par le passé : la mort de sa mère, laquelle s'est probablement suicidée pour échapper à un mari toxique, l'a profondément marqué. Veronica le sauvera un temps de ses penchants les plus sombres mais ne pourra pas faire face très longtemps aux pulsions assassines du jeune homme. Sur scène, il est reconnaissable à son long manteau noir.
- Heather Chandler : la reine démoniaque de Westerberg, dont la couleur fétiche est le rouge. Riche, belle et tyrannique, elle a mis le lycée à ses pieds. Elle fait preuve d'un aplomb à toute épreuve et d'un sens de la répartie innée, devant les autres élèves comme les adultes. Elle ne connaît qu'une figure d'autorité : la sienne. Après sa mort, elle continuera d'hanter Veronica en se manifestant à ses côtés sous la forme d'un fantôme.
- Heather McNamara : le bras-droit d'Heather C. Sa couleur emblématique est le jaune. Elle sort avec le quarterback Kurt Kelly. Cheerlader, effacée, mal dans sa peau, influençable, elle suit les filles de sa clique mais ne semble pas éprouver beaucoup de plaisir à mal se comporter. A l'inverse de Heather D., elle apprécie sincèrement Heather C. Elle sera la première des Heathers à lier une relation véritablement amicale avec Veronica.
- Heather Duke : autre bras-droit d'Heather C, représentée par la couleur verte. C'est une ancienne amie de Martha. Boulimique, Heather D. subit l'asservissement de sa cheffe tout en rêvant d'occuper sa place. L'intervention fortuite de Veronica et J.D lui donnera le champ libre pour devenir la nouvelle reine de Westerberg. Elle se montrera alors aussi odieuse, despotique et mauvaise que Chandler. Tout comme dans le film original, son livre favori est Moby Dick. Dans certaines productions, elle finit par faire amende honorable : on la voit retourner aux côtés de Veronica, Heather M. et Martha lors de la dernière chanson.
- Martha Dunnstock : la meilleure amie de Veronica à qui elle pardonne aisément ses faux-pas. Ronde, gentille et fleur-bleue, elle est amoureuse de Ram depuis la maternelle. Sa candeur ne l'empêche pas d'avoir une certaine clairvoyance, notamment lorsqu'elle soupçonne J.D d'avoir dissimulé les meurtres de Ram et Kurt en suicides. Elle est la proie favorite des élèves populaires. Son long-métrage favori est Princess Bride. Martha reprend les caractéristiques de deux personnages du film : Martha Dunnstock (son apparence physique, son amour pour Ram, sa tentative de suicide) et Betty Finn (meilleure amie de Veronica et ex-copine de Heather D.).
- Ram Sweeney : footballeur et meilleur ami de Kurt. Ancien très bon copain de Martha, il était son amour de jeunesse mais l'a rejeté en devenant populaire. Il se montre souvent stupide, bagarreur et immature. C'est un fêtard invétéré. Sous l'emprise de l'alcool, il tentera de violer Veronica, laquelle lui échappera de justesse. À la suite de sa mort, il rejoindra Heather C. et Kurt sous la forme d'un fantôme et sera ainsi présent jusqu'à la fin du spectacle.
- Kurt Kelly : le quarterback de Westerberg et meilleur ami de Ram. Il sort avec la cheerlader Heather McNamara. De l'avis général, c'est le plus beau garçon de l'équipe. Pugnace, il intimide volontiers les autres élèves. C'est aussi un grand noceur. Kurt franchira le point de non-retour en voulant abuser Veronica. Après son décès, il sera aux côtés de Heather C. et Ram dans la mort et apparaîtra en tant que spectre durant le second acte.
- Pauline Fleming : la professeure d'orientation, surnommée ironiquement la hippie par le coach Ripper et le principal Gowan. Elle prend la vague de suicides qui touche Westerberg très à cœur mais finit par l'exploiter sous un angle marketing. De fait, elle est aussi perdue et malheureuse que les élèves dont elle a la charge.
- Bill Sweeney : le père de Ram et amant de Paul. Il a élevé son fils à la dure et fait preuve d'une homophobie manifeste. Il dissimulait en réalité sa propre homosexualité et sa liaison avec Paul, le père du meilleur ami de son fils. Lors de l'éloge funèbre, il est le premier à s'excuser publiquement et à affirmer aimer son fils tel qu'il était.
- Paul Kelly : le père de Kurt et amant de Bill. Homophobe farouche, il est en fait gay et amoureux de Bill, sentiments que chacun refoule depuis leur aventure en 1983. Il rejoindra Bill lors de l'éloge funèbre, clamant à son tour qu'il aimait sincèrement son fils.
- Mr et Mrs Sawyer : les parents de Veronica, compréhensifs et fusionnels avec leur fille, quoi qu'un peu dépassés par les événements.
- Big Bud Dean : le père de J.D, propriétaire d'une entreprise de démolition. C'est un homme toxique et brutal, notamment vis-à-vis de son fils. J.D sous-entend qu'il a provoqué la mort de son épouse par ses mauvais traitements.
- Le coach Ripper : professeur de sport et entraîneur de l'équipe de foot où jouent Ram et Kurt.
- Le principal Gowan : le principal de Westerberg, totalement déconnecté de la réalité de ses élèves.

## Distributions anglophones
| Personnage                                 | Joe's Pub (2010)  | Los Angeles (2013)   | Off-Broadway (2014)  | Off-West End (2018)  | West End (2018)      | West End revival (2021) | Tournée britannique (2021) | Off-West End revival (2021) | Captation filmique (2022) | Tournée britannique et irlandaise (2023) |
| ------------------------------------------ | ----------------- | -------------------- | -------------------- | -------------------- | -------------------- | ----------------------- | -------------------------- | --------------------------- | ------------------------- | ---------------------------------------- |
| Veronica Sawyer                            | Annaleigh Ashford | Barrett Wilbert Weed | Barrett Wilbert Weed | Carrie Hope Fletcher | Carrie Hope Fletcher | Christina Bennington    | Rebecca Wickes             | Ailsa Davidson              | Ailsa Davidson            | Jenna Innes                              |
| Jason « J.D » Dean                         | Jeremy Jordan     | Ryan McCartan        | Ryan McCartan        | Jamie Muscato        | Jamie Muscato        | Jordan Luke Gage        | Simon Gordon               | Freddie King                | Simon Gordon              | Jacob Fowler                             |
| Heather Chandler                           | Jenna Leigh Green | Sarah Halford        | Jessica Keenan Wynn  | Jodie Steele         | Jodie Steele         | Jodie Steele            | Maddison Firth             | Emma Kingston               | Maddison Firth            | Verity Thompson                          |
| Heather McNamara                           | Corri English     | Elle McLemore        | Elle McLemore        | Sophie Isaacs        | Sophie Isaacs        | Frances Mayli McCann    | Lizzy Parker               | Teleri Hughes               | Teleri Hughes             | Billie Bowman                            |
| Heather Duke                               | Christine Lakin   | Kristolyn Lloyd      | Alice Lee            | T'Shan Williams      | T'Shan Williams      | Bobbie Little           | Merryl Ansah               | Inez Budd                   | Vivian Panka              | Elise Zavou                              |
| Martha Dunnstock                           | Julie Garnye      | Katie Ladner         | Katie Ladner         | Jenny O’Leary        | Jenny O’Leary        | Madison Swan            | Mhairi Angus               | Lizzie Bea                  | Mhairi Angus              | Kingsley Morton                          |
| Ram Sweeney                                | PJ Griffith       | Jon Eidson           | Jon Eidson           | Dominic Andersen     | Dominic Andersen     | Joaquin Pedro Valdes    | Rory Phelan                | Tom Scanlon                 | Rory Phelan               | Morgan Jackson                           |
| Kurt Kelly                                 | James Snyder      | Evan Todd            | Evan Todd            | Chris Chung          | Chris Chung          | Ross Harmon             | Liam Doyle                 | George Maddison             | Liam Doyle                | Alex Woodward                            |
| Pauline Fleming / Mrs. Sawyer              | Jill Abramovitz   | Rena Strober         | Michelle Duffy       | Rebecca Lock         | Rebecca Lock         | Lauren Ward             | Georgina Hagen             | Vicki Lee Taylor            | Vicki Lee Taylor          | Katie Paine                              |
| Bill Sweeney / Big Bud Dean / Coach Ripper | Eric Leviton      | Rex Smith            | Anthony Crivello     | Edward Baruwa        | Nathan Amzi          | Simon Bailey            | Kurt Kansley               | Kieran Brown                | Oliver Brooks             | Conor McFarlane                          |
| Paul Kelly / Mr. Sawyer / Principal Gowan  | Kevin Pariseau    | Zachary Ford         | Daniel Cooney        | Jon Boydon           | Jon Boydon           | Steven Serlin           | Andy Brady                 | Sam Ferriday                | Andy Brady                | Jay Bryce                                |

## Numéros musicaux

### Version originale
Cette version du spectacle était utilisée par les productions professionnelles et amatrices d'Heathers de 2014 à début 2018.
| 1er acte | 1er acte                      | 1er acte                                        |
| no       | Titre original                | Personnages                                     |
| -------- | ----------------------------- | ----------------------------------------------- |
| 1        | Beautiful                     | la troupe entière                               |
| 2        | Candy Store                   | les Heathers                                    |
| 3        | Fight for Me                  | Veronica et l'ensemble                          |
| 4        | Candy Store Playoff           | les Heathers                                    |
| 5        | Freeze Your Brain             | J.D                                             |
| 6        | Big Fun                       | Ram, Kurt, Veronica, les Heathers et l'ensemble |
| 7        | Dead Girl Walking             | Veronica et J.D                                 |
| 8        | Veronica's Chandler Nightmare | Heather Chandler et l'ensemble                  |
| 9        | The Me Inside of Me           | Veronica, J.D, Heather Chandler et Pauline      |
| 10       | Blue                          | Ram, Kurt, Heather Duke et Heather MacNamara    |
| 11       | Blue (Reprise)                | Ram, Kurt, Heather Duke et l'ensemble           |
| 12       | Our Love is God               | J.D, Veronica, Ram, Kurt et l'ensemble          |
| 2e acte  |                               |                                                 |
| 13       | Prom or Hell?                 | Veronica                                        |
| 14       | My Dead Gay Son               | Bill, Paul et l'ensemble                        |
| 15       | Seventeen                     | Veronica et J.D                                 |
| 16       | Shine a Light                 | Pauline et l'ensemble                           |
| 17       | Lifeboat                      | Heather McNamara                                |
| 18       | Shine a Light (Reprise)       | Heather Duke et l'ensemble                      |
| 19       | Hey Yo, Westerburg            | Heather McNamara et l'ensemble                  |
| 20       | Kindergarten Boyfriend        | Martha                                          |
| 21       | Yo Girl                       | Heather Chandler, Kurt et Ram                   |
| 22       | Meant to Be Yours             | J.D et l'ensemble                               |
| 23       | Dead Girl Walking (Reprise)   | Veronica, J.D et l'ensemble                     |
| 24       | I Am Damaged                  | Veronica et J.D                                 |
| 25       | Seventeen (Reprise)           | la troupe entière                               |

### Nouvelle version
Cette version du spectacle est utilisée par les productions professionnelles et amatrices de Heathers depuis l'été 2018.
En plus de quelques adaptations de paroles, les chansons sont modifiées comme suit :
- Remplacement de la chanson Blue (no 10 et 11) par You're Welcome (no 10) et Never Shut Up Again (no 11);
- Création de la chanson I Say No (no 19).

| 1er acte | 1er acte                      | 1er acte                                        |
| no       | Titre original                | Personnages                                     |
| -------- | ----------------------------- | ----------------------------------------------- |
| 1        | Beautiful                     | la troupe entière                               |
| 2        | Candy Store                   | les Heathers                                    |
| 3        | Fight for Me                  | Veronica et l'ensemble                          |
| 4        | Candy Store Playoff           | les Heathers                                    |
| 5        | Freeze Your Brain             | J.D                                             |
| 6        | Big Fun                       | Ram, Kurt, Veronica, les Heathers et l'ensemble |
| 7        | Dead Girl Walking             | Veronica et J.D                                 |
| 8        | Veronica's Chandler Nightmare | Heather Chandler et l'ensemble                  |
| 9        | The Me Inside of Me           | Veronica, J.D, Heather Chandler et Pauline      |
| 10       | You're Welcome                | Veronica, Ram et Kurt                           |
| 11       | Never Shut Up Again           | Heather Duke et l'ensemble                      |
| 12       | Our Love is God               | J.D, Veronica, Ram et Kurt                      |
| 2e acte  |                               |                                                 |
| 13       | Prom or Hell?                 | Veronica                                        |
| 14       | My Dead Gay Son               | Bill, Paul et l'ensemble                        |
| 15       | Seventeen                     | Veronica et J.D                                 |
| 16       | Shine a Light                 | Pauline et l'ensemble                           |
| 17       | Lifeboat                      | Heather McNamara                                |
| 18       | Shine a Light (Reprise)       | Heather Duke et l'ensemble                      |
| 19       | I Say No                      | Veronica                                        |
| 20       | Hey Yo, Westerburg            | Heather McNamara et l'ensemble                  |
| 21       | Kindergarten Boyfriend        | Martha                                          |
| 22       | Yo Girl                       | Heather Chandler, Kurt et Ram                   |
| 23       | Meant to Be Yours             | J.D et l'ensemble                               |
| 24       | Dead Girl Walking (Reprise)   | Veronica, J.D et l'ensemble                     |
| 25       | I Am Damaged                  | Veronica et J.D                                 |
| 26       | Seventeen (Reprise)           | La troupe                                       |

## Enregistrements studios

### Album original
Les chansons du spectacle ont été enregistrées en studio par la distribution originale. L'album, intitulé Heathers: The Musical - World Premiere Cast Recording, a été publié le 17 juin 2014 sur les plateformes numériques et en version physique.
Toutes les chansons sont écrites et composées par Kevin Murphy et Laurence O'Keefe.
| 1.  | Beautiful                   | Barrett Wilbert Weed, Katie Ladner, Alice Lee, Jessica Keenan Wynn, Elle McLemore | 8:19 |
| 2.  | Candy Store                 | Jessica Keenan Wynn, Alice Lee, Elle McLemore                                     | 2:52 |
| 3.  | Fight For Me                | Barrett Wilbert Weed                                                              | 2:35 |
| 4.  | Freeze Your Brain           | Ryan McCartan, Barrett Wilbert Weed                                               | 2:53 |
| 5.  | Big Fun                     | Jon Eidson, Evan Todd, Barrett Wilbert Weed, Jessica Keenan Wynn, Alice Lee       | 4:14 |
| 6.  | Dead Girl Walking           | Barrett Wilbert Weed, Ryan McCartan                                               | 3:24 |
| 7.  | The Me Inside Of Me         | Jessica Keenan Wynn, Daniel Cooney, Dan Domenech, AJ Meijer, Michelle Duffy       | 5:15 |
| 8.  | Blue                        | Evan Todd, Jon Eidson, Barrett Wilbert Weed, Alice Lee, Elle McLemore             | 2:47 |
| 9.  | Our Love Is God             | Ryan McCartan, Barrett Wilbert Weed, Jon Eidson, Evan Todd                        | 5:18 |
| 10. | My Dead Gay Son             | Anthony Crivello, Daniel Cooney                                                   | 3:43 |
| 11. | Seventeen                   | Barrett Wilbert Weed, Ryan McCartan                                               | 3:11 |
| 12. | Shine A Light               | Michelle Duffy, AJ Meijer, Rachel Flynn, Dustin Sullivan, Charissa Hogeland       | 2:31 |
| 13. | Lifeboat                    | Elle McLemore                                                                     | 1:39 |
| 14. | Shine A Light (Reprise)     | Alice Lee, Elle McLemore                                                          | 0:42 |
| 15. | Kindergarten Boyfriend      | Katie Ladner                                                                      | 3:48 |
| 16. | Yo Girl                     | Jessica Keenan Wynn, Evan Todd, Jon Eidson, Barrett Wilbert Weed, Michelle Duffy  | 1:46 |
| 17. | Meant To Be Yours           | Ryan McCartan, Barrett Wilbert Weed, Michelle Duffy                               | 3:25 |
| 18. | Dead Girl Walking (Reprise) | Barrett Wilbert Weed, Michelle Duffy, Daniel Cooney, Ryan McCartan, Elle McLemore | 2:46 |
| 19. | I Am Damaged                | Barrett Wilbert Weed, Ryan McCartan                                               | 1:26 |
| 20. | Seventeen (Reprise)         | Barrett Wilbert Weed, Alice Lee, Katie Ladner, Elle McLemore                      | 2:44 |

### Album du West End
La nouvelle version du spectacle, jouée pour la première fois par la distribution de West End, a également eu le droit à un album. Intitulé Heathers: The Musical - Original West End Cast Recording, il est sorti le 1er mars 2019 sur les plateformes numériques et en version physique.
Toutes les chansons sont écrites et composées par Kevin Murphy et Laurence O'Keefe.
| 1.  | Beautiful                   | Carrie Hope Fletcher, Dominic Andersen, Jenny O'Leary, Christopher Chung, Jodie Steele, Sophie Isaacs, T'Shan Williams, Rebecca Lock |  |
| 2.  | Candy Store                 | Jodie Steele, Sophie Isaacs, T'Shan Williams, Jenny O'Leary, Carrie Hope Fletcher                                                    |  |
| 3.  | Fight For Me                | Carrie Hope Fletcher |  |
| 4.  | Freeze Your Brain           | Jamie Muscato, Carrie Hope Fletcher                                                                                                  |  |
| 5.  | Big Fun                     | Dominic Andersen, Christopher Chung, Carrie Hope Fletcher, Jodie Steele, Sophie Isaacs, T'Shan Williams, Jenny O'Leary               |  |
| 6.  | Dead Girl Walking           | Carrie Hope Fletcher, Jamie Muscato                                                                                                  |  |
| 7.  | The Me Inside Of Me         | Jodie Steele, Carrie Hope Fletcher, Alex James-Hatton, Brandon Lee Sears, Jon Boydon, Rebecca Lock, Nathan Amzi                      |  |
| 8.  | You're Welcome              | Christopher Chung, Dominic Andersen, Carrie Hope Fletcher                                                                            |  |
| 9.  | Never Shut Up Again         | T'Shan Williams, Dominic Andersen, Christopher Chung                                                                                 |  |
| 10. | Our Love Is God             | Jamie Muscato, Carrie Hope Fletcher, Christopher Chung, Dominic Andersen                                                             |  |
| 11. | My Dead Gay Son             | Nathan Amzi, Jon Boydon |  |
| 12. | Seventeen                   | Carrie Hope Fletcher, Jamie Muscato                                                                                                  |  |
| 13. | Shine A Light               | Rebecca Lock, Charlotte Jaconelli, Brandon Lee Sears, Alex James-Hatton, Lauren Drew                                                 |  |
| 14. | Lifeboat                    | Sophie Isaacs |  |
| 15. | Shine A Light (Reprise)     | T'Shan Williams |  |
| 16. | I Say No                    | Carrie Hope Fletcher |  |
| 17. | Kindergarten Boyfriend      | Jenny O'Leary |  |
| 18. | Yo Girl                     | Jodie Steele, Dominic Andersen, Christopher Chung, Carrie Hope Fletcher, Rebecca Lock, Jon Boydon                                    |  |
| 19. | Meant To Be Yours           | Jamie Muscato |  |
| 20. | Dead Girl Walking (Reprise) | Carrie Hope Fletcher, Sophie Isaacs, Rebecca Lock, Jamie Muscato                                                                     |  |
| 21. | I Am Damaged                | Jamie Muscato, Carrie Hope Fletcher, Sophie Isaacs, T'Shan Williams                                                                  |  |
| 22. | Seventeen (Reprise)         | Carrie Hope Fletcher, Jenny O'Leary, Sophie Isaacs                                                                                   |  |

## Genèse
L'idée d'une comédie musicale adaptée du film Fatal Games vient d'Andy Fickman et du scénariste du film, Daniel Waters. Après avoir vu le travail de Laurence O'Keefe sur l'adaptation de La Revanche d'une blonde (Legally Blonde) à Broadway, Andy Fickman décide de l'engager avec Kevin Murphy, connu pour son travail sur l'adaptation de Reefer Madness.
En 2010, une lecture avec un premier script est organisée avec Kristen Bell en Veronica, Christian Campbell en Jason « J.D » Dean et Jenna Leigh Green, Corri English et Christine Lakin dans les rôles des Heathers.
Plus tard la même année, deux concerts sont organisés au Joe's Pub à New York pour tester quelques chansons et certaines parties du spectacle. La distribution est alors composée d'Annaleigh Ashford et Jeremy Jordan avec le retour de Jenna Leigh Green, Corri English et Christine Lakin.
Avant le lancement officiel, quelques représentations tests ont été organisées au Hudson Backstage Theatre de Los Angeles ; les représentations s'étendront sur une période limitée à partir du 21 septembre 2013. La troupe s'installe ensuite en Off-Broadway pour plusieurs prestations en avant-premières à partir du 15 mars 2014.

## Productions

### Production américaine originale

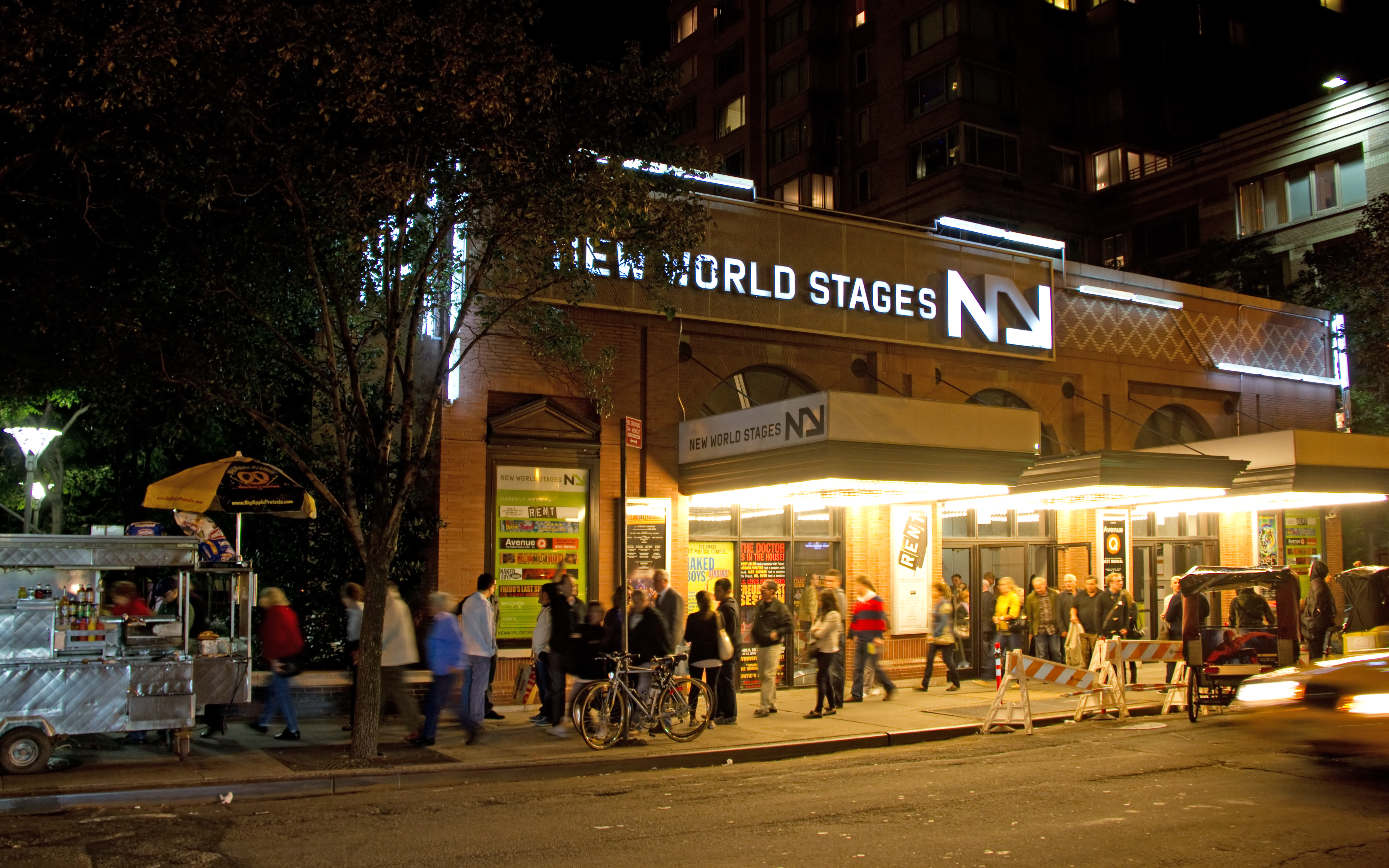
Le New World Stages, théâtre en Off-Broadway, où la production originale du spectacle fut produite.

Le spectacle fait ses débuts en Previews au Hudson Backstage Theatre (Los Angeles) durant deux week-end, à partir du 21 septembre 2013. Il reprend une partie de la future troupe originale : Barrett Wilbert Weed tient le rôle de Veronica, Ryan McCartan incarne J.D et Elle McLemore interprète Heather McNamara. La troupe choisie pour ces représentations Previews sera grandement modifiée lors du transfert en Off-Broadway.
Dès le mois de mars 2014, la troupe originale s'installe au New World Stages, un théâtre en Off-Broadway (New York). Ce changement marque l'arrivée de Jessica Keenan Wynn, Alice Lee et Anthony Crivello. A compter du 15 mars 2014, de nouvelles représentations Previews ont lieu. La version définitive est officiellement lancée le 31 mars 2014.
Après plusieurs mois, la troupe donne sa dernière représentation le 4 août 2014.
À la suite de son succès, le spectacle a été adapté en Australie. En 2018, le Royaume-Uni lance une nouvelle version comportant plusieurs modifications. Cette dernière rencontre un vif engouement. Elle devient la version de référence du spectacle et un modèle utilisé pour toutes les futures productions (voir ci-dessous).

### Production australienne
La première production du spectacle en dehors des États-Unis se tient en Australie. Le spectacle débute à Sydney pendant l'été 2015. La troupe est composée d'acteurs locaux.
À la suite du succès critique et public, la production fut transférée la saison suivante à Brisbane puis à Melbourne avant de revenir à Sydney où elle sera jouée au prestigieux Opéra de la ville.

### Production anglaise du West End
En 2017, un workshop est organisé à Londres. Cette représentation test, sans costumes, ni décors, se fait à destination d'éventuels producteurs, le but étant de lancer le spectacle à West End. Charlotte Wakefield y campe Veronica.
Le spectacle est officiellement lancé en Off-West End au The Other Palace, pour une période limitée du 9 juin au 4 août 2018. Carrie Hope Fletcher décroche le rôle de Veronica et Jamie Muscato celui de J.D. Andy Fickman reprend la mise en scène de cette production et les nouvelles chorégraphies sont signées Gary Lloyd.
Laurence O'Keefe et Kevin Murphy, toujours impliqués, apportent quelques modification à leur création. Ils signent notamment une nouvelle chanson, Never Shut Up Again, laquelle explore la rébellion et l'ascension d'Heather Duke.

Autre modification notable : la suppression de la chanson Blue, remplacée par You’re Welcome. Originellement, cette dernière avait été écrite par les deux auteurs pour les productions scolaires du spectacle, Blue étant jugée trop explicite pour les mineurs. Néanmoins, O'Keefe et Murphy décident par la suite de l'inclure dans la production anglaise : à l'inverse de Blue, You’re Welcome permet non seulement d'explorer la peur de Veronica fasse à ses assaillants mais aussi de montrer la manière dont elle triomphe d'eux.

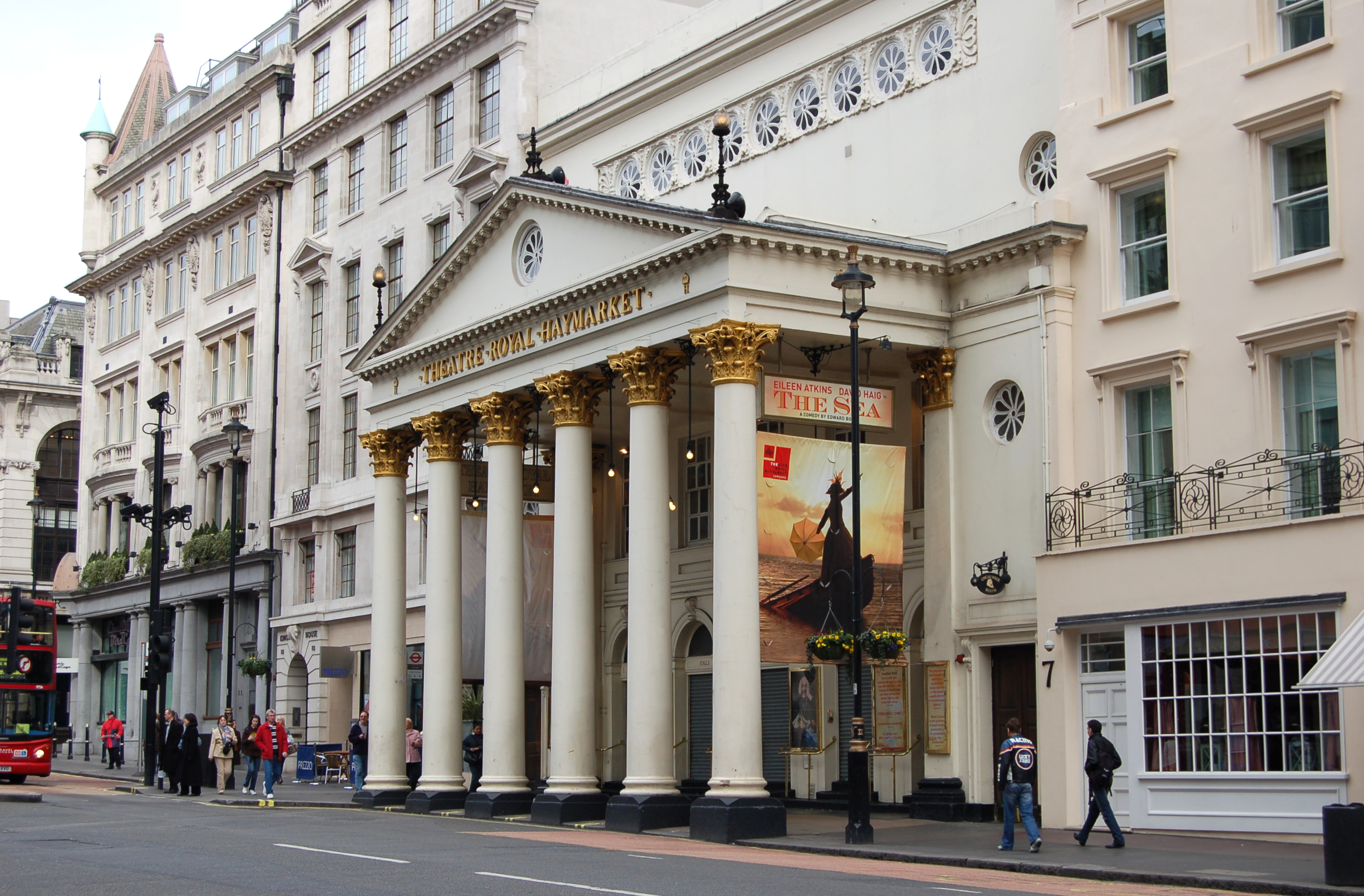
Le Royal Haymarket (West End), où le spectacle fut transféré pour ses derniers mois à Londres.

Une nouvelle chanson, I Say No, est également ajoutée lors de la dernière semaine d'exploitation au Other Palace. Elle montre la rupture entre J.D et Veronica, ainsi que la manière dont celle-ci analyse leur relation toxique et sa prise de conscience sur l'instabilité de son petit ami.
Il est en outre annoncé que cette monture de la comédie musicale devient la référence officielle. Elle sera donc utilisée par toutes les futures productions d'Heathers, amatrices ou professionnelles.
À la suite du succès du spectacle, Carrie Hope Fletcher annonce lors de la performance du 4 juillet 2018 qu'il sera transféré à West End, au Theatre Royal Haymarket. La comédie musicale se joue pour douze semaines supplémentaires. La dernière représentation se tient le 24 novembre 2018.
Elle connaîtra un revival trois ans plus tard avec un tout nouveau casting comprenant Christina Bennington et Jordan Luke Gage (tous deux révélés par Bat Out of Hell), ainsi qu'une tournée britannique.

### Production filmée du West End
Sauf indication contraire, les informations mentionnées dans cette section peuvent être confirmées par la base de données cinématographiques IMDb,  présente dans la section « Liens externes ».

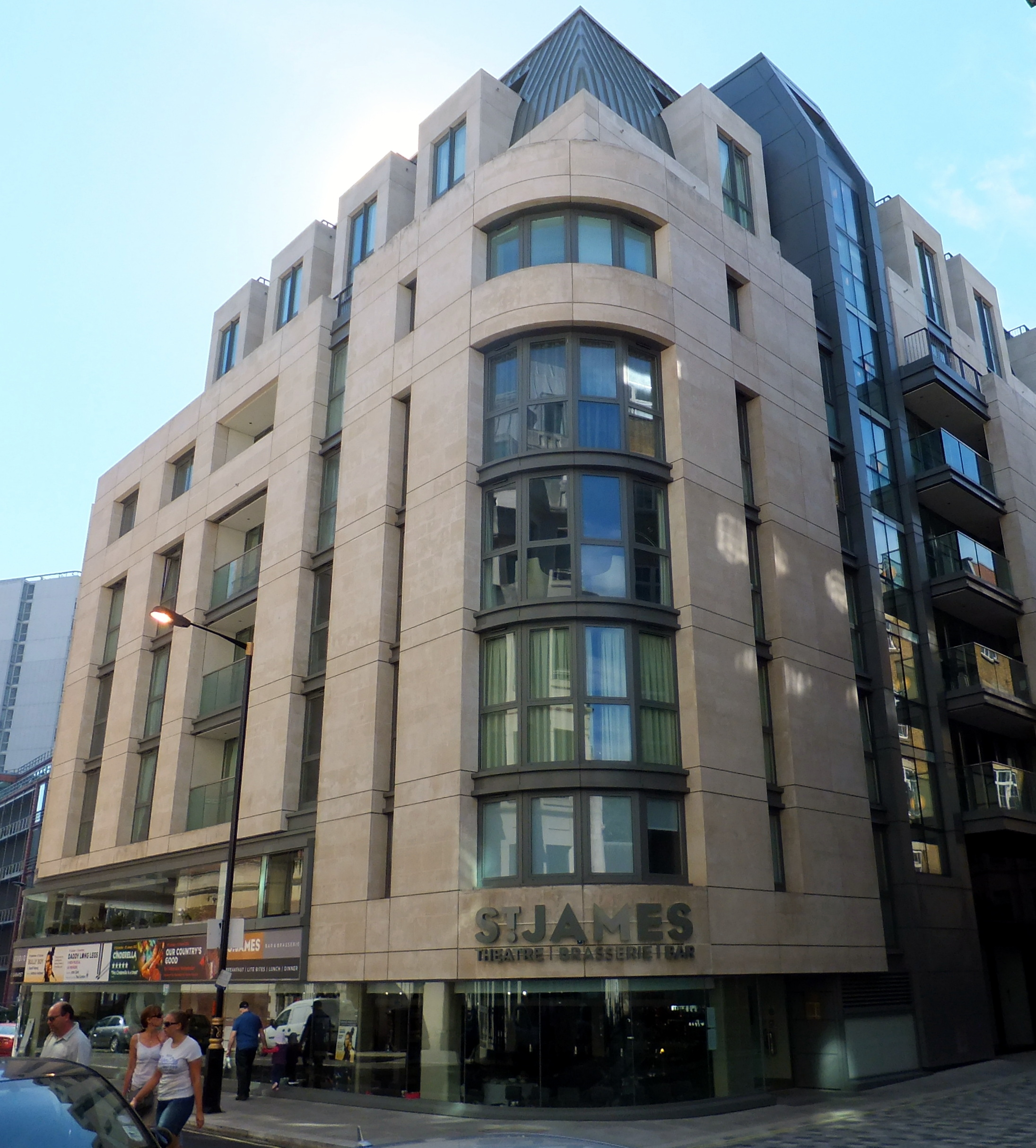
The Other Palace, théâtre en Off-West End, où le spectacle fut produit pour ses débuts londoniens et où la captation filmique a eu lieu.

Face à l'engouement général, la production de The Other Palace bénéficie d'une captation scénique. La réalisation est signée Andy Fickman, le metteur en scène du spectacle en Off-Broadway et au West End. Fickman déclare à ce sujet : « Mettre en scène Heathers: The Musical a été un sommet dans ma carrière. Aussi, quand nous avons eu la chance de réaliser une captation filmique dans notre théâtre londonien bien-aimé (The Other Palace), là où tout a commencé, c'était encore plus incroyable. [...] Nous avons la chance de partager cette magie dans les cinémas du Royaume-Uni. Je ne peux pas m'empêcher d'être aux anges et j'espère que le public ressent la même chose ! ».
Le casting mêle des membres de la tournée britannique (Simon Gordon, Maddison Firth, Mhairi Angus, Rory Phelan, Liam Doyle, Andy Brady) et du revival Off-West End (Ailsa Davidson, Teleri Hughes, Vicki Lee Taylor). Vivian Panka et Oliver Brooks intègrent pour la première fois une production Heathers.
L'enregistrement de la comédie musicale a lieu en mai 2022 avec Ailsa Davidson, Simon Gordon et Maddison Firth dans les rôles phares.
La captation est diffusée aux États-Unis dès le 16 septembre 2022 sur le service de streaming Roku. Au Royaume-Uni, les droits de diffusion sont achetés par Kaleidoscope Entertainment. Le spectacle connaît une sortie limitée dans environ 200 cinémas courant mars 2023. Une sortie en support physique (DVD et Blu-ray) est annoncée pour juin 2023.
Sur IMDb, la captation obtient une note de 7,5/10 pour plus de 400 notes.

### Production française

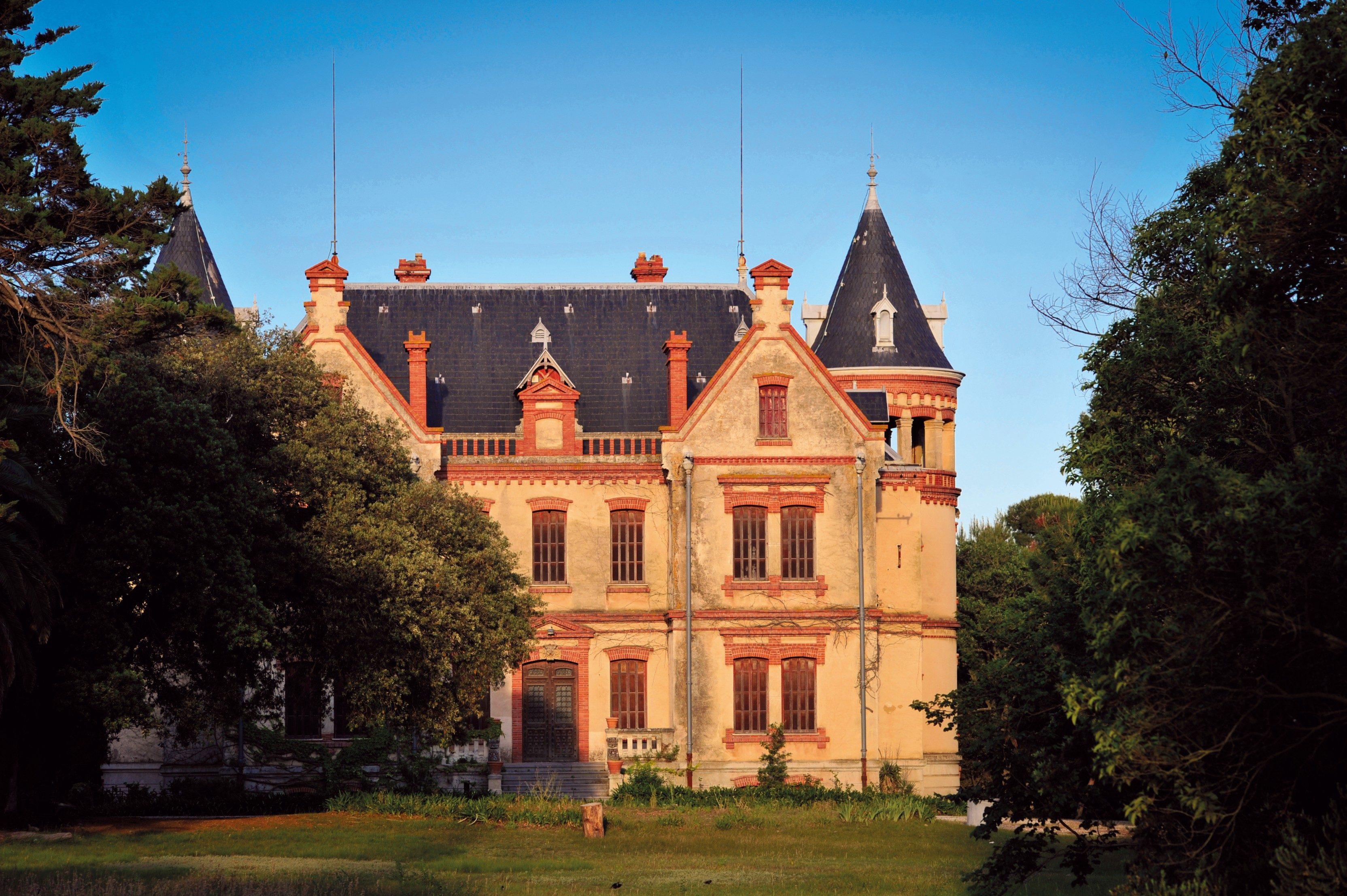
Le Château de l'Esparrou où la version française a été jouée.

En France, une production bénévole a été jouée au théâtre musical associatif La Clairière, sous le titre d'Esthers. Le spectacle est adapté, conçu et scénarisé par Pauline Langlois de Swarte, laquelle officie également en tant que cheffe costumière. Marina Pangos interprète Esther Chandler, Megan Bonsard est Esther Duke et Morgane l’Hostis campe Esther McNamara. Léa Biron incarne Veronica, face à Harry Hamaoui en J.D.
Un premier clip vidéo est diffusé sur YouTube à l'automne 2019 : il s'agit d'une reprise de Candy Store intitulée La Cour des Grands. La vidéo est partagée sur les réseaux par Laurence O’Keefe, le compositeur original du spectacle.
La production française a notamment été jouée au Château de l'Esparrou. Elle est également montrée en milieu scolaire, par exemple dans un cadre préventif contre le harcèlement.

### Production brésilienne
La version brésilienne de Heathers: The Musical est jouée au Théâtre Viradalata de São Paulo entre octobre et novembre 2019. Rafael Oliveira écrit l'adaptation en portugais. La mise en scène revient à Fernanda Chamma et Daniela Stirbulov. Les chorégraphies sont signées Mariana Barro. La distribution originale comprend Ana Luiza Ferreira en Veronica Sawyer ; Diego Montez en alternance avec Murilo Armacollo pour le rôle J.D ; Bruna Vivolo en alternance avec Gigi Debei incarne Heather Chandler ; Veronica Goeldi et Mariana Fernandes se partagent le personnage de Heather Duke ; Carol Amaral, Isa Castro ou Luisa Valverde campe tour à tour Heather McNamara.
La réception est élogieuse et la production doit regagner la scène au printemps 2020. Ce retour est annulé en raison du COVID-19,.

### Version scolaire
Aux États-Unis, une troupe amatrice ne peut pas jouer un spectacle sans en avoir acheté les droits à la société qui les détient sous peine de poursuite. En échange, la société fournit du matériel pour jouer la comédie musicale.
Heathers attire vite l'attention des troupes amatrices, notamment celles des lycées américains. Mais le spectacle étant trop explicite pour être joué par des mineurs, Laurence O'Keefe et Kevin Murphy décident eux-mêmes d'écrire une version tous publics. Cette version édulcorée permet aux jeunes étudiants d'interpréter le spectacle.
Les insultes et dialogues considérés comme trop vulgaires sont supprimés. La chanson la plus explicite du spectacle, Blue, est remplacée par You're Welcome. Cette chanson sera par la suite ajoutée à la version officielle du spectacle, plus pertinente selon les auteurs.

### Heathers: The MusicaldansRiverdale
Le 17 janvier 2019, il est annoncé que la troisième saison de la série télévisée Riverdale contiendrait un épisode musicale reprenant les chansons d'Heathers.
Dans cet épisode diffusé le 20 mars 2019, le lycée de la ville met en scène une production du spectacle avec plusieurs élèves dans les rôles principaux. Huit chansons du spectacle sont reprises par les acteurs de la série. Les paroles utilisées dans les chansons sont celles de la version tous publics, les paroles du spectacle originel étant trop explicites pour être retransmises sur The CW, la chaîne diffusant la série.
Comme pour le premier épisode musical de la série, basé sur l'adaptation de Carrie, un album contenant les reprises des chansons est sorti le lendemain de la diffusion de l'épisode.

## Accueil
La version originale du spectacle reçoit généralement des critiques positives et enthousiastes de la presse. Pour la critique, la comédie musicale est une adaptation fidèle du film et s'avère à la hauteur de ce dernier, tout en y insufflant sa propre identité. La musique et les chorégraphies sont également encensées par la critique.
Néanmoins, quelques critiques lui reprochent sa longueur et une distribution inégale, laquelle n'égale pas forcément celle du film.

## Distinctions

### Version originaleOff-Broadway

#### Nominations
- Drama Desk Awards 2014 :
  - Meilleure musique
  - Meilleure actrice dans une comédie musicale pour Barrett Wilbert Weed
- Lucille Lortel Awards 2014 :
  - Meilleures chorégraphies
  - Meilleure actrice dans premier rôle dans une comédie musicale pour Barrett Wilbert Weed

### Version originaleWest End

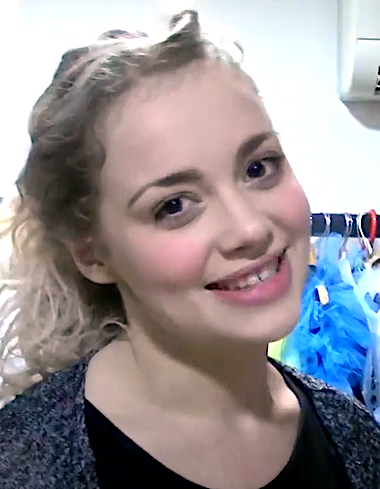
Carrie Hope Fletcher, interprète britannique de Veronica.

#### Nominations
- WhatsOnStage Awards 2019 :
  - Meilleur acteur dans une comédie musicale pour Jamie Muscato
  - Meilleure actrice secondaire dans une comédie musicale pour Jodie Steele
  - Meilleure lumière pour Ben Cracknell
  - Meilleure réalisation pour Andy Fickman

#### Récompenses
- WhatsOnStage Awards 2019 :
  - Meilleure nouvelle comédie musicale
  - Meilleure actrice dans une comédie musicale pour Carrie Hope Fletcher